# Surprizele dragostei (film din 1959)
Surprizele dragostei (titlul original: în italiană Le sorprese dell'amore) este un film de comedie italian, realizat în 1959 de regizorul Luigi Comencini, protagoniști fiind actorii Dorian Gray, Walter Chiari, Sylva Koscina și Franco Fabrizi. 

## Conținut
Didi și Marianna împart aceeași cameră mobilată și amândouă sunt nemulțumite de logodnicii lor. Cel dintâi, Ferdinando, un profesor de litere, este prea timid și romantic cu Didi, în timp ce Battista, un vânzător ambulant, este prea obraznic cu logodnica sa Marianna. Femeile decid că cel mai bun lucru este să facă schimb de logodnici. În cele din urmă, Marianna are alte gânduri și anume să se căsătorească cu Battista, iar Ferdinando fuge cu servitoarea Mariarosa, lăsând-o pe Didi să-și caute alt iubit.

## Distribuție
- Dorian Gray – Didì
- Walter Chiari – Ferdinando, logodnicul ei
- Anna Maria Ferrero – Mariarosa
- Sylva Koscina – Marianna
- Franco Fabrizi – Battista, logodnicul ei
- Carletto Sposito – Gaspare
- Mario Carotenuto – părintele Maurizio
- Elena Zareschi – Carlotta
- Vittorio Gassman – profesorul
- Valeria Fabrizi – Mimma
- Memmo Carotenuto – taximetristul
- Fausto Guerzoni – Ruggero